# Магомедгаджі Нуров
Магомедгаджі Омардібірович Нуров (мак. Магомедгаџи Омардибирович Нуров; нар. 19 квітня 1993, Махачкала, Дагестан, Росія) — нідерландський борець вільного стилю, бронзовий призер чемпіонату світу, дворазовий чемпіон Середземноморських ігор, учасник Олімпійських ігор.

## Життєпис
Боротьбою почав займатися з 2008 року. Виступав за юніорську збірну Росії. З 2016 року він представляє збірну Північної Македонії, у складі якої став бронзовим призером чемпіонату світу. На Олімпійських іграх у Токіо Нуров дійшов до 1/4 фіналу у змаганнях з вільної боротьби у ваговій категорії до 97 кг. На церемонії закриття Ігор був прапороносцем Північної Македонії.
Виступає за спортивний клуб «Вардар» Скоп'є. Тренери — Анвар Магомедгаджієв (з 2008), Любіца Песко (з 2015), Гайдар Гайдаров (з 2014).

## Спортивні результати на міжнародних змаганнях

### Виступи на Олімпіадах
| Змагання                    | Збірна             | Вагова категорія          | Місце |
| --------------------------- | ------------------ | ------------------------- | ----- |
| Літні Олімпійські ігри 2020 | Північна Македонія | вільна боротьба, до 97 кг | 9     |

### Виступи на Чемпіонатах світу
| Змагання                        | Збірна             | Вагова категорія          | Місце  |
| ------------------------------- | ------------------ | ------------------------- | ------ |
| Чемпіонат світу з боротьби 2017 | Північна Македонія | вільна боротьба, до 97 кг | 10     |
| Чемпіонат світу з боротьби 2018 | Північна Македонія | вільна боротьба, до 97 кг | 13     |
| Чемпіонат світу з боротьби 2019 | Північна Македонія | вільна боротьба, до 97 кг | Бронза |
| Чемпіонат світу з боротьби 2021 | Північна Македонія | вільна боротьба, до 97 кг | 7      |
| Чемпіонат світу з боротьби 2022 | Північна Македонія | вільна боротьба, до 97 кг | 8      |
| Чемпіонат світу з боротьби 2023 | Північна Македонія | вільна боротьба, до 97 кг | 21     |

### Виступи на Чемпіонатах Європи
| Змагання                         | Збірна             | Вагова категорія          | Місце |
| -------------------------------- | ------------------ | ------------------------- | ----- |
| Чемпіонат Європи з боротьби 2016 | Північна Македонія | вільна боротьба, до 97 кг | 11    |
| Чемпіонат Європи з боротьби 2017 | Північна Македонія | вільна боротьба, до 97 кг | 5     |
| Чемпіонат Європи з боротьби 2018 | Північна Македонія | вільна боротьба, до 97 кг | 5     |
| Чемпіонат Європи з боротьби 2019 | Північна Македонія | вільна боротьба, до 97 кг | 5     |
| Чемпіонат Європи з боротьби 2020 | Північна Македонія | вільна боротьба, до 97 кг | 7     |
| Чемпіонат Європи з боротьби 2021 | Північна Македонія | вільна боротьба, до 97 кг | 11    |
| Чемпіонат Європи з боротьби 2022 | Північна Македонія | вільна боротьба, до 97 кг | 7     |
| Чемпіонат Європи з боротьби 2023 | Північна Македонія | вільна боротьба, до 97 кг | 11    |
| Чемпіонат Європи з боротьби 2024 | Північна Македонія | вільна боротьба, до 97 кг | 11    |

### Виступи на Європейських іграх
| Змагання              | Збірна             | Вагова категорія          | Місце |
| --------------------- | ------------------ | ------------------------- | ----- |
| Європейські ігри 2019 | Північна Македонія | вільна боротьба, до 97 кг | 5     |

### Виступи на Середземноморських іграх
| Змагання                    | Збірна             | Вагова категорія          | Місце  |
| --------------------------- | ------------------ | ------------------------- | ------ |
| Середземноморські ігри 2018 | Північна Македонія | вільна боротьба, до 97 кг | Золото |
| Середземноморські ігри 2022 | Північна Македонія | вільна боротьба, до 97 кг | Золото |

### Виступи на інших змаганнях
| Змагання                                                         | Збірна             | Вагова категорія           | Місце  |
| ---------------------------------------------------------------- | ------------------ | -------------------------- | ------ |
| Турнір Олександра Медведя 2014                                   | Росія              | вільна боротьба, до 97 кг  | 10     |
| Турнір Алі Алієва 2015                                           | Північна Македонія | вільна боротьба, до 97 кг  | Бронза |
| Турнір Степана Саргісяна 2015                                    | Північна Македонія | вільна боротьба, до 97 кг  | 5      |
| Кубок Рамзана Кадирова 2015                                      | Північна Македонія | вільна боротьба, до 97 кг  | 5      |
| Турнір Яшара Догу 2016                                           | Північна Македонія | вільна боротьба, до 97 кг  | 11     |
| Олімпійський кваліфікаційний турнір з боротьби 2016 (Зренянин)   | Північна Македонія | вільна боротьба, до 97 кг  | Бронза |
| Олімпійський кваліфікаційний турнір з боротьби 2016 (Улан-Батор) | Північна Македонія | вільна боротьба, до 97 кг  | 17     |
| Олімпійський кваліфікаційний турнір з боротьби 2016 (Стамбул)    | Північна Македонія | вільна боротьба, до 97 кг  | 14     |
| Перлина Македонії 2016                                           | Північна Македонія | вільна боротьба, до 97 кг  | Золото |
| Турнір Дана Колова — Николи Петрова 2017                         | Північна Македонія | вільна боротьба, до 97 кг  | Бронза |
| Турнір Дмитра Коркіна 2017                                       | Північна Македонія | вільна боротьба, до 97 кг  | Бронза |
| Кубок Ахмата Кадирова 2017                                       | Північна Македонія | команда                    | Бронза |
| Київський Міжнародний турнір з боротьби 2018                     | Північна Македонія | вільна боротьба, до 97 кг  | 6      |
| Турнір Дана Колова — Николи Петрова 2018                         | Північна Македонія | вільна боротьба, до 97 кг  | 10     |
| Турнір Дмитра Коркіна 2018                                       | Північна Македонія | вільна боротьба, до 97 кг  | 8      |
| Турнір Олександра Медведя 2018                                   | Північна Македонія | вільна боротьба, до 97 кг  | 7      |
| Турнір Дана Колова — Николи Петрова 2019                         | Північна Македонія | вільна боротьба, до 97 кг  | 11     |
| Турнір Г. Картозія і В. Балавадзе 2019                           | Північна Македонія | вільна боротьба, до 97 кг  | Золото |
| Гран-прі Москви з боротьби 2020                                  | Північна Македонія | вільна боротьба, до 97 кг  | Бронза |
| Меморіал Вацлава Циолковського 2021                              | Північна Македонія | вільна боротьба, до 97 кг  | 5      |
| Турнір міста Сассарі з боротьби 2021                             | Північна Македонія | вільна боротьба, до 97 кг  | Золото |
| Перлина Македонії 2021                                           | Північна Македонія | вільна боротьба, до 125 кг | Золото |
| Кубок Алроси-Гран-прі Москви 2021                                | Північна Македонія | вільна боротьба, до 97 кг  | Срібло |
| Перлина Македонії 2022                                           | Північна Македонія | вільна боротьба, до 97 кг  | Золото |
| Турнір Дана Колова — Николи Петрова 2023                         | Північна Македонія | вільна боротьба, до 97 кг  | 10     |
| Гран-прі Іспанії з боротьби 2023                                 | Північна Македонія | вільна боротьба, до 97 кг  | 5      |
| Турнір Яшара Догу, Вехбі Емре і Гаміта Каплана 2024              | Північна Македонія | вільна боротьба, до 97 кг  | 15     |
| Олімпійський кваліфікаційний турнір з боротьби 2024 (Баку)       | Північна Македонія | вільна боротьба, до 97 кг  | 7      |
| Олімпійський кваліфікаційний турнір з боротьби 2024 (Стамбул)    | Північна Македонія | вільна боротьба, до 97 кг  | 10     |
| Перлина Македонії 2024                                           | Північна Македонія | вільна боротьба, до 97 кг  | Золото |
| Турнір Мухамета Мало 2025                                        | Північна Македонія | вільна боротьба, до 97 кг  | Золото |

### Виступи на змаганнях молодших вікових груп
| Змагання                                      | Збірна | Вагова категорія          | Місце  |
| --------------------------------------------- | ------ | ------------------------- | ------ |
| Чемпіонат світу з боротьби серед юніорів 2012 | Росія  | вільна боротьба, до 96 кг | 8      |
| Кубок Фрейденфельдса серед юніорів 2013       | Росія  | вільна боротьба, до 96 кг | Золото |